# Orja Luka
Orja Luka (en serbe cyrillique : Орја Лука) est un village du centre du Monténégro, dans la municipalité de Danilovgrad.

## Démographie

### Évolution historique de la population
| 1948 | 1953 | 1961 | 1971 | 1981 | 1991 | 2003 |
| ---- | ---- | ---- | ---- | ---- | ---- | ---- |
| 269  | 245  | 258  | 219  | 196  | 229  | 248  |